# Uroš Veselič
Uroš Veselič (Videm pri Ptuju, 1987. május 20. –) szlovén nemzetiségű labdarúgó, a Kecskeméti TE játékosa 2009. júliusa óta.
A 181 cm magas csatár korábban megfordult hazájának, illetve az osztrák bajnokságnak is több csapatában, majd pedig a szlovén NK Rudar Velenje csapatából igazolt Tomislav Sivic vezetőedző gárdájához.
Szerepelt a szlovén U21-es nemzeti válogatottban is. A transfermarkt.de internetes portál szerint 200 ezer euró az értéke.
A KTE 2012-ig szóló szerződést kötött a szőke játékossal, akit a szurkolók máris a "kecskeméti Fernando Torres"-nek becéznek. Az első (edző)mérkőzésén lila-fehér színekben ő szerezte a kecskemétiek mindkét gólját az FC Nitra elleni, 4-2 vereséggel zárult találkozón.